# Allobates olfersioides
Allobates olfersioides is een bedreigde kikkersoort uit de familie Aromobatidae. De wetenschappelijke naam is gepubliceerd in 1925 door Adolpho Lutz.
Deze kikker is kwetsbaar omdat de soort voorkomt in het Atlantische kustregenwoud van Brazilië, waar de bevolkingsgroei en de kap van het regenwoud het sterkst is. Allobates olfersioides leeft in het regenwoud. De vrouwtjes leggen hun eieren in de grond, en mannetjes vervoeren vervolgens die eieren naar water, waar de larven zich verder ontwikkelen. Waarschijnlijk planten de dieren zich het hele jaar voort, meerdere keren per jaar. Vrouwtjes leggen per keer ongeveer acht eieren met een doorsnee van 1,5 millimeter.